# Xiufeng
För andra betydelser, se Xiufeng (olika betydelser).
Xiufeng är ett stadsdistrikt i Guilin i den autonoma regionen Guangxi i sydligaste Kina.